# چهار کله‌شق
چهار کله‌شق (فرانسوی: Un homme de têtes‎) یک فیلم صامت و کوتاه فرانسوی در ژانر کمدی به کارگردانی ژرژ ملی‌یس است که در سال ۱۸۹۸ منتشر شد. از بازیگران آن می‌توان به ژرژ ملی‌یس اشاره کرد.